# Zavoj
Zavoj (makedonsky: Завој) je vesnice v Severní Makedonii. Nachází se v opštině Ochrid v Jihozápadním regionu. Dříve byla součástí opštiny Kosel. 
Jedná se o malou vesnici, kde nejsou obchody ani školy. Nachází se zde okolo 100 domů a je zde kostel Sv. Bogorodice (Matky boží), kde každý rok sjíždí tisíce věřících na svátek 28. srpna. 
Podle sčítání lidu z roku 2002 žije ve vesnici 12 obyvatel, všichni jsou Makedonci. 